# Kirkegaardia
Kirkegaardia is een geslacht van borstelwormen uit de familie van de Cirratulidae. De wetenschappelijke naam van het geslacht werd voor het eerst geldig gepubliceerd in 2016 door Blake.

## Soorten
- Kirkegaardia acunai (Dean & Blake, 2009)
- Kirkegaardia annulosa (Hartman, 1965)
- Kirkegaardia antelaxa (Dean & Blake, 2009)
- Kirkegaardia anterobranchiata (Magalhaes & Bailey-Brock, 2013)
- Kirkegaardia antonbruunae Blake, 2016
- Kirkegaardia aphelocephala (Hutchings & Murray, 1984)
- Kirkegaardia araiotrachela Blake, 2016
- Kirkegaardia baptisteae (Blake, 1991)
- Kirkegaardia brigitteae Blake, 2016
- Kirkegaardia carinata Blake, 2016
- Kirkegaardia carolina Blake, 2016
- Kirkegaardia carrikeri (Dean & Blake, 2009)
- Kirkegaardia chilensis Blake, 2016
- Kirkegaardia cristata Blake, 2016
- Kirkegaardia cryptica (Blake, 1996)
- Kirkegaardia dorsobranchialis (Kirkegaard, 1959)
- Kirkegaardia dutchae Blake, 2016
- Kirkegaardia elongata (Dean & Blake, 2009)
- Kirkegaardia filiformis Blake & Dean, 2019
- Kirkegaardia fragilis Blake, 2016
- Kirkegaardia franciscana Blake, 2016
- Kirkegaardia giribeti (Dean & Blake, 2009)
- Kirkegaardia hampsoni Blake, 2016
- Kirkegaardia hanaumaensis (Magalhães & Bailey-Brock, 2013)
- Kirkegaardia heroae Blake, 2016
- Kirkegaardia heterochaeta (Laubier, 1961)
- Kirkegaardia jumarsi Blake, 2016
- Kirkegaardia kladara Blake, 2016
- Kirkegaardia lueldredgei (Magalhães & Bailey-Brock, 2015)
- Kirkegaardia luticastella (Jumars, 1975)
- Kirkegaardia marypetersenae (Lezzi, Çinar & Giangrande, 2016)
- Kirkegaardia morae (Elias, Rivero & Orensanz, 2017)
- Kirkegaardia neotesselata Blake, 2016
- Kirkegaardia olgahartmanae Blake, 2016
- Kirkegaardia panamaensis Blake & Dean, 2019
- Kirkegaardia playita Blake & Dean, 2019
- Kirkegaardia secunda (Banse & Hobson, 1968)
- Kirkegaardia serrata (Eliason, 1962)
- Kirkegaardia serratiseta (Banse & Hobson, 1968)
- Kirkegaardia setosa (Dean & Blake, 2009)
- Kirkegaardia siblina (Blake, 1996)
- Kirkegaardia tesselata (Hartman, 1960)